# Bayou Teche
De Bayou Teche is een rivier met een lengte van 201 km in Louisiana die loopt van Port Barre naar de monding in de benedenloop van de Atchafalaya bij Patterson. De rivier vormde enkele duizenden jaren geleden de hoofdbedding van de Mississippi. In de 19e eeuw voeren stoomschepen over de rivier langs plaatsen als St. Martinville en New Iberia. De rivier heeft een belangrijke culturele (hij wordt genoemd in enkele beroemde cajunliederen) en ook een ecologische betekenis. Langs de oevers van de rivier werd het Bayou Teche National Wildlife Refuge gecreëerd, een natuurgebied van 3653 hectare, met zoetwatermoerassen en bossen van cipressen. Dit is een belangrijk leefgebied voor de zwarte beer van Louisiana.